# Wellman (Teksas)
Wellman – miasto w Stanach Zjednoczonych, w stanie Teksas, w hrabstwie Terry.